# Семилет, Даниил Андреевич
Даниил Андреевич Семилет (укр. Даніїл Андрійович Сємілєт; род. 7 марта 2001, Житомир) — украинский футболист, защитник.

## Клубная карьера
В сезоне 2019/20 Даниила начали привлекать к тренировкам и матчам первой команды «Ворсклы». Он дебютировал за этот клуб 3 июля 2020 года в матче украинской премьер-лиги против «Львова»: защитник вышел в стартовом составе и в дополнительное время 2-го тайма был заменён Родионом Посевкиным. Дебюту игрока поспособствовало успешное выступление команды в Кубке Украины, в результате которого главный тренер Юрий Максимов принял решение выпустить на игру молодёжный состав. Всего в своём первом сезоне на взрослом уровне Даниил принял участие в 3 встречах украинского первенства.

## Карьера в сборной
Даниил получил первый вызов в молодёжную сборную Украины в ноябре 2020 году, однако не смог принять участие в матчах из-за коронавирусной инфекции. Защитник дебютировал за украинскую «молодёжку» 24 марта 2021 года, целиком отыграв встречу с молодёжной сборной Болгарии.

## Клубная статистика
| Выступление      | Выступление      | Выступление      | Чемпионат | Чемпионат | Кубок Суперкубок | Кубок Суперкубок | Еврокубки | Еврокубки | Итого | Итого |
| Клуб             | Лига             | Сезон            | Игры      | Голы      | Игры             | Голы             | Игры      | Голы      | Игры  | Голы  |
| ---------------- | ---------------- | ---------------- | --------- | --------- | ---------------- | ---------------- | --------- | --------- | ----- | ----- |
| Ворскла          | УПЛ              | 2019/20          | 3         | 0         | 0                | 0                | —         | —         | 3     | 0     |
| Ворскла          | УПЛ              | 2020/21          | 2         | 0         | 0                | 0                | —         | —         | 2     | 0     |
| Ворскла          | Итого            | Итого            | 5         | 0         | 0                | 0                | 0         | 0         | 5     | 0     |
| Всего за карьеру | Всего за карьеру | Всего за карьеру | 5         | 0         | 0                | 0                | 0         | 0         | 5     | 0     |